# ۱۶۳ (میلادی)
۱۶۳ (میلادی) صد و شصت و سومین سال تقویم میلادی است.

## درگذشتگان
‎